# Oda a Afrodita
L'Himne en honor d'Afrodita, també anomenat Invocació a Afrodita o Oda a Afrodita, és el poema millor conservat de la poetessa lírica grega Safo de Lesbos. Se'ns ha transmès quasi completament de manera indirecta, gràcies a la cita que en féu el retòric Dionís d’Halicarnàs, que la transcriví a la seva obra. Gràcies a la seva mètrica aquesta composició es troba al primer llibre en què els crítics antics van dividir la seva obra, i que comprèn les odes en estrofes sàfiques.

## Poema
| «                                  | (grec antic) Ποικιλόθρον᾽ ἀθάνατ᾽ ᾽Aφρόδιτα, παῖ Δίος, δολόπλοκε, λίσσοµαί σε· µή µ᾽ ἄσαισι µήδ᾽ ὀνίαισι δάµνα, πότνια, θῦµον, ἀλλὰ τυίδ᾽ ἔλθ᾽, αἴ ποτα κἀτέρωτα τᾶς ἔµας αὔδας ἀίοισα πήλοι ἔκλυες, πάτρος δὲ δόµον λίποισα χρύσιον ἦλθες ἄρµ᾽ ὐπασδεύξαισα· κάλοι δέ σ᾽ ἆγον ὤκεες στροῦθοι περὶ γᾶς µελαίνας πύκνα δίνενντες πτέῤ ἀπ᾽ ὠράνωἴθε ρος διὰ µέσσω· αῖψα δ᾽ ἐξίκοντο, σὺ δ᾽ ὦ µάκαιρα µειδιάσαισ᾽ ἀθανάτωι προσώπωι ἤρε ὄττι δηὖτε πέπονθα κὤττι δηὖτε κάληµµι κὤττι µοι µάλιστα θέλω γένεσθαι µαινόλαι θύµωι· τίνα δηὖτε πείθω 〈ἀψ σ᾿ ἄγην ἐς σὰν〉 φιλότατα; τίς σ ὦ Ψάπφ᾽ ἀδικήει; καὶ γάρ αἰ φεύγει, ταχέως διώξει, αἰ δὲ δῶρα µὴ δέκετ᾿, ἀλλὰ δώσει, αἰ δὲ µὴ φίλει, ταχέως φιλήσει κωὐκ ἐθέλοισα. ἔλθε µοι καὶ νῦν, χαλέπαν δὲ λῦσον ἐκ µερίµναν, ὄσσα δέ µοι τέλεσσαι θῦµος ἰµµέρρει, τέλεσον, σὐ δ᾽ αὔτα σύµµαχος ἔσσο. | (català) Tronesplendent immortal Afrodita, filla de Zeus, trenaenganys, t'ho suplico; amb sofriments i pesars no em derrotis l'ànim, Senyora, i vine, en canvi, si ja altres vegades, sentint de lluny els meus precs, vas atendre'ls i vas sortir de la casa paterna per venir en l'auri carro junyit: preciosos, van dur-te uns rapidíssims pardals a la terra, aire a través, des del cel, esbatent les ales molsudes, i aviat hi eren, i tu, benaurada, vas preguntar, amb un somriure en el rostre, el que em passava aquest cop, i per què tornava a cridar-te, i el que volia que em fessis, amb l'ànim tan esverat; «Aquest cop, ¿a qui em toca d'encarrilar al teu amor? ¿Qui es, Safo, la que et maltracta? Si ara et defuig, ja vindrà al teu darrere, i, de regals, ja en farà, si els refusa, no trigarà, si no estima, a estimar-te mal que li pesi». Vine de nou també avui, i deslliura'm d'aquest corcó, i el que anhela el meu ànim fes que es compleixi: pren part en la guerra i lluita al meu bàndol. | » |
| — Safo de Lesbos. Himne a Afrodita | | |   |

El poema està formulat en forma de pregària i d’himne alhora, com ja s’havia mostrat abans en els discursos dels herois homèrics, amb la següent estructura: en primer lloc una invocació inicial (vs. 1-4), acompanyada d'epítets i del patronímic de la divinitat, en primera persona (a diferència d'altres invocacions, generalment en tercera persona, fet que concorda amb el sentit íntim al voltant de la petició amorosa). Després, l'elogi de la divinitat (vs. 5-24), en aquest cas en forma de recapitulació i record dels favors anteriorment entregats per la deessa, amb qui el jo poètic pot conversar de manera directa. Finalment, en forma de cloenda circular, trobem la petició, encabida a l’última estrofa, que reprèn la pregària esmentada al començament. Malgrat que formalment és un poema ritual, és a dir, propi d’una cerimònia religiosa, la temàtica és únicament de caràcter amorós, ja que tracta la petició de l'enamorada desesperada i la resposta de la deessa.
Pel que fa a la mètrica, està compost per set estrofes sàfiques. Una estrofa sàfica està composta per quatre versos, tres hendecasíl·labs i un vers adònic (cinc síl·labes que formen un dàctil i un troqueu). Així doncs, l'estructura mètrica dels versos és la següent: (entenent “-“ com una síl·laba llarga, “u” com una breu i “x”, anceps).
```
- u - x - u u - u - -
- u - x - u u - u - -
- u - x - u u - u - -
- u u - u
```